# 反恐特战队
《反恐特战队》（英語：Anti-terrorism Special Forces）是2015年中国反恐军旅電視劇，由朱雨辰、王力可及周庭伊領銜主演，导演尤小刚。此劇以中国武警部队為主題，製作成本逾千萬人民币。该剧是中国著名导演尤小刚阔别军旅题材32年的回归之作。2015年11月4日在东方卫视、重庆卫视晚间黄金档在全国范围内播出。
續集為2017年的反恐特战队之獵影、2019年的反恐特战队之天狼。

## 播出時間及平台

### 首播
| 頻道                | 所在地   | 播出日期                     | 播出时间                       | 備註            |
| ------------------- | -------- | ---------------------------- | ------------------------------ | --------------- |
| 东方卫视 / 重庆卫视 | 中国大陆 | 2015年11月4日-2015年11月24日 |                                | 反恐特战队      |
| Amarin TV           | 泰國     | 2018年8月5日-2018年月日      | 每个星期日下午15:00到下午16:00 | ทีมระห่ำ พิฆาตทรชน |

## 劇情
系列第一季，主題為電力癱瘓攻擊
武警菜鳥楊燦的母親楊愛萍患有慢性不治之症，但同時又是APR電力智能中心計畫的核心工程師，抱病完成攸關國家利益的工程項目，此時從小消失的生父林指山突然出現，引起家庭漣漪。同時在軍中楊燦的感情在教官那敏與女友鋼琴家柳詩文間擺盪。境外恐怖組織黑日軍此時出現，策畫連串襲擊行動，一張陰謀大網指向APR計畫，楊燦不懈努力加入了武警精銳的神鷹反恐特戰隊，在連串鬥爭中消滅大量恐怖份子，卻逐漸發現這些都是煙幕彈為了隱藏真正大行動，而跨國綠瑪瑙基金會才是幕後主導，黑日軍只是一群激進份子被當成砲灰使用。
逐漸的行動打入組織內部，楊燦發現生父林指山是綠瑪瑙基金會高層，刻意回來接近他們母子為了取得APR資料，特戰隊決定將計就計，策畫一個諜中諜的大網將整個國際組織全殲，多場戰鬥過程中特戰隊有多人死傷，而最後的決戰即將到來.....。

## 演員表

### 反恐特战队
| 演員   | 角色   | 暱稱／關係 |
| 石兆琪 | 常建安 | 特战组指挥长 陆长风、厉剑锋、那敏之上司 |
| 曹克难 | 陆长风 | 行动代号：101 特战组支队长→特戰組参谋长 常建安之下属 厉剑锋、那敏之上司 参见陆家 |
| 王 斑  | 厉剑锋 | 行动代号：飓风 特战组队长→特戰組支队长 常建安、陆长风之下属 那敏之上司 第5集起出场，曾为“黑日组织”之卧底 那敏之未婚夫，后分手 与石雨有感情线，后于第38集与其结婚 于第40集被林指山杀害，因公殉职                                                     |
| 王力可 | 那 敏  | 行动代号：闪电 特战组队员兼狙击手→特战组教官（第7集开始兼任副队长） 常建安、陆长风、厉剑锋之下属 杨灿、赵晓波、王铁豹、马小川、塔西之教官（第1集至第7集） 厉剑锋之未婚妻，后分手 石雨之好友 于第35集被上级安排死亡假象                              |
| 朱雨辰 | 杨 灿  | 行动代号：天眼 武警编外兵→特战组队员→特战组组长 赵晓波之老朋友兼队友 王铁豹、马小川、塔西之队友 第35集执行“截肢行动”期间，被恐怖分子皮特森刺伤腿部 第36集表面上是离开特战队，加入BY集团，实际上是执行卧底任务 第40集重返特战队，担任支队长 参见杨家 |
| 李浩轩 | 赵晓波 | 行动代号：射手 特战组队员兼狙击手 杨灿之老朋友兼队友 王铁豹、马小川、塔西之队友 方若霞之男友，后与其分手 |
| 王 铮  | 王铁豹 | 行动代号：闹钟 特战组队员兼排爆员 杨灿、赵晓波、马小川、塔西之队友 于第35集开车追踪恐怖分子皮特森期间，车辆爆炸跌入悬崖，造成其下半身瘫痪 |
| 刘秋实 | 马小川 | 行动代号：精靈 特战组队员兼侦查员 杨灿、赵晓波、王铁豹、塔西之队友 于第35集被恐怖分子皮特森枪杀，因公殉职 |
| 张 晶  | 塔 西  | 行动代号：猎人 特战组队员兼突击手 杨灿、赵晓波、王铁豹、马小川之队友 于第31集枪杀陈子杰，后因保护赵晓波反被陈子杰枪杀，因公殉职 |
| 孙艺铭 | 石 雨  | 特战组军医 那敏之好友 与厉剑锋有感情线，后于第38集与其结婚 于第40集生下儿子，取名厉鹰 |
| 韩明熙 | 陈 帅  | 特战组队员 |
| 王 臻  | 韩 辰  | 特战组队员 |
| 王 虎  | 赵 柯  | 特战组队员 |
| 林 果  | 卫 迪  | 特战组队员，于第32集起出场 |
| 杨之瑶 | 沈 乐  | 特战组队员，于第32集起出场 |

### 杨家
| 演員   | 角色   | 暱稱／關係 |
| 王全有 | 李远征 | 杨爱萍之第二任丈夫 原反恐特战队队员 杨灿之養父 第1集（8个月前）执行卧底任务期间，被那敏打穿恐怖分子的子弹击中，因公殉职，后于常建安等人的回忆出现 |
| 陈逸恒 | 林指山 | 杨爱萍之前夫 杨灿之生父 参见BY集团 |
| 马艳丽 | 杨爱萍 | 林指山之前妻、李远征之遺孀 杨灿之母 电力工程师 于第40集被林指山掐死                                                                               |
| 朱雨辰 | 杨 灿  | 杨大少 杨爱萍之子 李遠征之子 柳诗文之男友，于第27集与其结婚 參見反恐特战队                                                                        |
| 周庭伊 | 柳诗文 | 小文 钢琴家 杨灿之女友，于第27集与其结婚 于第38集怀孕 第40集被林指山劫持及枪伤，后昏迷不醒                                                        |

### 陆家
| 演員   | 角色   | 暱稱／關係                                            |
| 曹克难 | 陆长风 | 反恐特战队支队长 陆苗苗之父 马凤琴之夫 參見反恐特战队 |
| 王紫齐 | 马凤琴 | 陆苗苗之母 陆长风之妻                                 |
| 李梓恩 | 陆苗苗 | 苗苗 陆长风、马凤琴之女                               |

### BY集团
| 演員   | 角色   | 暱稱／關係 |
| 陈逸恒 | 林指山 | BY集团董事长 杨爱萍之第二任前夫 杨灿之继父 于第40集被杨爱萍揭穿其恶行后掐死她，再劫持及枪伤柳诗文，之后欲枪杀杨灿反倒误杀厉剑锋，后劫持那敏，最后被捕 |
| 缪海梅 | 蓝 雪  | 林指山之秘书 火狐之手足 于第40集与那敏打斗之中坠楼身亡                                                                                                |

### 黑日组织
| 演員   | 角色   | 暱稱／關係 |
| 王坚定 | 山 猫  | 黑日组织头目之一，策划过多起恐怖活动 于第6集在境外被捕 于第10集根据反恐协议，引渡回国接受审判 于第11集逃脱，后被赵晓波击毙              |
| 克拉克 | 格尔特 | 黑日组织头目之一 |
| 马 龙  | 皮特森 | 黑日组织头目之一 于第35集杀死马小川，后于开走快艇期间用炸弹爆炸自杀                                                                     |
| TAE    | 火 狐  | 黑日组织核心成员 蓝雪之手足 第11集出场 于第40集被杨灿击毙                                                                               |
| 張佑天 | 陈子杰 | 黑日组织成员、“云酷科技”经理 于第12集出场 方若霞之男友，于第29集结婚，后于第30集离婚 于第31集欲枪杀赵晓波，但击中塔西，后被塔西击毙身亡 |

### 其他演员
| 演員   | 角色   | 暱稱／關係                                                               |
| 张永达 | 卫铁军 | 雪狼特战队队长 厉剑锋之好友                                              |
| 胡雯月 | 方若霞 | 跳水队员 赵晓波之女友，后分手 陈子杰之女友，于第29集结婚，后于第30集离婚 |

## 收視率
由CSM50数据参考而来，收视率包括全天收视指数和市场（收视）份额参数
| 平台     | 平均收视率 | 平均收视份额 | 備注 |
| 东方卫视 | 0.91       | 2.422        |      |

## 作品的變遷
| 中国大陆 东方卫视 梦想剧场 每日 19:30 - 21:15 | 中国大陆 东方卫视 梦想剧场 每日 19:30 - 21:15             | 中国大陆 东方卫视 梦想剧场 每日 19:30 - 21:15 |
| --------------------------------------------- | --------------------------------------------------------- | --------------------------------------------- |
|                                               | 反恐特战队 （2015年11月4日－2015年11月24日）              |                                               |
| 大好时光 （2015年10月16日－2015年11月4日）    | 乌鸦嘴妙女郎（1-10集） （2015年11月24日－2015年11月28日） |                                               |